# Tombe delle consorti dei sovrani del Belgio
Questo è l'elenco dei luoghi di sepoltura delle consorti dei sovrani del Belgio.

## Regine consorti del Belgio (1832-attuale)
| Sovrana                                                                          | Immagine della sovrana | Luogo di sepoltura                                 | Immagine della tomba | Coniuge      |
| -------------------------------------------------------------------------------- | ---------------------- | -------------------------------------------------- | -------------------- | ------------ |
| Luisa Maria d'Orléans (1812-1850) Regina consorte del Belgio (1832-1850)         |                        | Chiesa di Nostra Signora di Laeken, Laeken, Belgio |                      | Leopoldo I   |
| Maria Enrichetta d'Austria (1836-1902) Regina consorte del Belgio (1865-1902)    |                        | Chiesa di Nostra Signora di Laeken, Laeken, Belgio |                      | Leopoldo II  |
| Elisabetta di Baviera (1876-1965) Regina consorte del Belgio (1909-1934)         |                        | Chiesa di Nostra Signora di Laeken, Laeken, Belgio |                      | Alberto I    |
| Astrid di Svezia (1905-1935) Regina consorte del Belgio (1934-1935)              |                        | Chiesa di Nostra Signora di Laeken, Laeken, Belgio |                      | Leopoldo III |
| Mary Lilian Baels (1916-2002) Consorte morganatica del Re del Belgio (1941-1951) |                        | Chiesa di Nostra Signora di Laeken, Laeken, Belgio |                      | Leopoldo III |
| Fabiola de Mora y Aragón (1928-2014) Regina consorte del Belgio (1960-1993)      |                        | Chiesa di Nostra Signora di Laeken, Laeken, Belgio |                      | Baldovino    |